# Teodoro I de Armenia
Teodoro o Toros I (en armenio: Թորոս Ա), también Thoros I, (desconocido – 1129 / 17 de febrero de 1129 – 16 de febrero de 1130) fue el tercer señor de la Cilicia armenia o "Señor de las Montañas" (c. 1100 / 1102 / 1103 – 1129 / 1130).
Su alianza con los líderes de la Primera cruzada le ayudó a gobernar su territorios feudales. Teodoro expulsó a las guarniciones bizantinas de las fortificaciones de Anazarba y Sis, convirtiendo a esta última en su capital. Fue hostigado por tribus nómadas turcas desde el norte, pero consiguió rechazarlas.
Vengó la muerte del rey Gagik II matando a sus asesinos. Este acto de venganza fue utilizado a menudo por los cronistas del siglo XII como prueba de la conexión entre la Dinastía rubénida y la Dinastía Bagratuni.
Durante su mandato, concedió importantes mercedes, regalos y dinero a muchos monasterios para su ornamentación, en particular a los de Drazark (Trassarg) y Mashgevar.

## Vida
Teodoro era el hijo mayor de Constantino I, señor de los armenios de Cilicia. Es probable que su madre fuera la bisnieta de Bardas Focas el Viejo.
Sucedió a su padre y gobernó desde las fortalezas de Vahka (hoy Feke en Turquía) y Pardzerpert (hoy Andırın en Turquía). En 1107, alentado por Tancredo de Galilea, Teodoro siguió el curso del río Pyramus (hoy en día el río Ceyhan, en Turquía) y se apoderó de las fortalezas de Anazarba (un lugar que había sido considerado inexpugnable) y Sis. Teodoro reconstruyó ampliamente las fortificaciones de ambas fortalezas con una alta cerca amurallada y sólidos torreones. Como conmemoración de sus victorias, construyó en el castillo de Anazarba una basílica de tres naves abovedadas, que consagró a San Zoravark, donde se supone que albergó los tesoros del Rey Gagik II. Una inscripción votiva en la iglesia, bellamente ejecutada (fechada ca. 1111) relata sus victorias, y lo que es más importante, los orígenes de su linaje rubénida.
En el año 1108, Daphar, el líder de los nómadas turcos, invadió la provincia de Hasamansur y devastó las tierras alrededor de Melitene (hoy Malatya, en Turquía). Teodoro pidió ayuda a Basilio el ladrón, un noble armenio que gobernaba sobre sus posesiones en las inmediaciones de Marash (hoy Kahramanmaraş, en Turquía) y Kaysun. Basilio y sus aliados atacaron a Daphar y lograron una contundente victoria cerca del castillo de Harthan. Basilius compartió con Teodoro noblemente el botín arrebatado a los Turcos.
En 1111, el Sultán Melikshah entró en territorio armenio y los dos comandantes de Teodoro murieron en la batalla. Sin embargo, su hermano, León, lanzó un feroz ataque contra los turcos y les obligó a retirarse.
Teodoro, que había perseguido incansablemente a los asesinos del rey Gagik II, les puso una emboscada en su castillo, Cyzistra (Kizistra), en 1112. En el momento oportuno, su infantería sorprendió a la guarnición y ocupó el castillo, que fue saqueado a continuación, consiguiendo su venganza de sangre matando a todos sus habitantes. Los tres hermanos (los asesinos de Gagik II) fueron capturados y obligados a entregar la espada real de Gagik y las vestiduras reales arrebatadas en el momento del asesinato. Uno de los hermanos fue golpeado hasta la muerte por Teodoro, quien justificó su brutal acción exclamando que tales monstruos no merecían morir por el rápido tajo de una daga.
En 1114, Vasil Dgha (el heredero de Basilio el ladrón) invitó a Il-Bursuqi (el gobernador de Mosul) a liberar a los armenios de los Francos (los Cruzados). Los francos avanzaron para castigar a Vasil Dgha, pero fueron incapaces de tomar la fortaleza de su capital en Raban. A pesar de ello, Vasil Dgha consideró prudente buscar la alianza con Teodoro. Teodoro, le invitó a visitarle para hablar de una alianza matrimonial, tras lo cual lo encarceló y lo vendió al conde Balduino II de Jerusalén en 1116. Habiéndose anexionado Raban, Balduino II decidió suprimir el resto de principados armenios del valle del Éufrates; de esta forma, Teodoro se convirtió rápidamente en el único noble armenio independiente en resistir.
En 1118, Teodoro envió un contingente de tropas bajo el mando de su hermano León para ayudar al príncipe Roger de Salerno en la captura de Azaz (hoy Un'zāz en Siria).
Tras su muerte, fue enterrado en el monasterio de Drazark.

## Matrimonio y descendencia
Se desconoce el nombre de la mujer de Teodoro.
- Constantino II de Cilicia (? – después del 17 de febrero de 1129)
- (?) Oshin (? – después del 17 de febrero de 1129)